# Brachydesmus dalmaticus
Brachydesmus dalmaticus är en mångfotingart som beskrevs av Robert Latzel 1884. Brachydesmus dalmaticus ingår i släktet Brachydesmus och familjen plattdubbelfotingar. Inga underarter finns listade i Catalogue of Life.